# Běhulík pestrý
Běhulík pestrý, někdy běhulíkovec pestrý, dříve zvaný jako kulík nilský (Pluvianus aegyptius, původně Charadrius aegyptius), je malý dlouhokřídlý pták žijící na písčitých březích velkých řek v tropech subsaharské Afriky, přibližně v oblasti mezi Mauritánií, jihem Súdánu, Ugandou a Angolou. Z Egypta vymizel začátkem dvacátého století, nejspíš v souvislosti se stavbou Asuánské přehrady. Jedná se o jediného zástupce čeledi Pluvianidae.

## Popis
Tělo dospělého běhulíka pestrého dosahuje 19–21 cm. Má bílou hlavu s černým temenem, týlem a oblastí okolo očí. Záda má černá, hruď je bílá s černým pruhem. Na zbytku těla je shora modrošedý a zespoda oranžový. Nohy má modrošedé. Díky svému zbarvení je nezaměnitelný s jinými ptáky. Samečci se vzhledem neliší od samiček.

## Ekologie
Tento obvykle velmi krotký pták se vyskytuje po dvojicích nebo v malých skupinách v blízkosti vody. Živí se hmyzem. Ozývá se vysokým krrr-krrr-krrr.
Klade dvě až tři vejce a zahrabává je do teplého písku; teplotu reguluje dospělec sedící na vejcích svým namočeným břichem. Pokud hnízdo opouští, písek na vejcích urovná. Mláďata jsou pohyblivá hned po vylíhnutí, krátce potom se mohou sama krmit. Dospělci chladí mláďata stejně jako vejce; mláďata někdy pijí vodu přímo z mokrého peří dospělců. V případě ohrožení mohou dospělci zakrýt mláďata pískem.

### Trochilus a domnělá symbióza s krokodýly
Hérodotos, řecký spisovatel z 5. století př. n. l., uvádí, že pták zvaný trochilus létá do otevřených tlam krokodýlů a živí se rozkládajícím se masem uvíznutým mezi krokodýlími zuby. Trochilus bývá často ztotožňován právě s běhulíkem pestrým, v mnoha jazycích jeho jméno odkazuje na domnělou vazbu na krokodýly (německy Krokodilwächter, rusky Крокодилов сторож, portugalsky Ave-do-crocodilo, maďarsky Krokodilmadár atd.), ačkoli popsaná symbióza s krokodýly nebyla spolehlivě zdokumentována u běhulíka ani žádného jiného ptáka. (Často se jako „důkaz“ mylně uvádí fotografie, která je ve skutečnosti uměleckou digitální rekonstrukcí z dílny Warren Photographic, nebo videonahrávka, která vznikla jako počítačová animace pro thajskou reklamu na žvýkačku Dentyne.)